# Polytrichum elegans
Polytrichum elegans là một loài rêu trong họ Polytrichaceae. Loài này được Welw. & Duby mô tả khoa học đầu tiên năm 1872.